# 霞ヶ浦導水事業
霞ヶ浦導水事業（かすみがうら どうすい じぎょう）とは、霞ヶ浦と利根川および那珂川を結ぶ用水路（流況調整河川）。利根川と霞ヶ浦間の約2.6キロメートルを最大25m3/sで結ぶ利根導水路と、霞ヶ浦と那珂川間の42.9キロメートルを最大15m3/sで結ぶ那珂導水路より成る。

## 目的
霞ヶ浦と利根川、那珂川の間を主に地下トンネルで結び、その時々で水量に余裕がある水系から他水系へ相互に送水する計画である。これにより渇水対策など水資源の確保、水戸市内にある那珂川水系の千波湖を含めた水質浄化などを図る。

## 進捗状況と反対運動
異なる水系間で大量かつ人工的に送水するため、水質の変化や河川流量の減少による漁業への影響を懸念した反対運動がある。
利根川と霞ヶ浦間の利根導水路は1989年（平成元年）に完成し、1995年（平成7年）9月12日から試験通水を行った。この際、利根川でシジミの大量死が発生、漁業協同組合（漁協）の反対があって使用されず「開かずの門」となっている。
霞ヶ浦と那珂川間の那珂導水路に対しても茨城県内の4漁協と、那珂川上流の栃木県内4漁協でつくる那珂川漁協連合会が2009年、建設差し止めを求めて提訴。2018年4月27日に東京高等裁判所で国側と和解が成立した。双方が受け入れた和解案は「（那珂川の）アユ稚魚保護のため毎年10月～翌年1月末は夜間取水を停止」「霞ヶ浦から那珂川の試験送水時に那珂川の水質を調査する」等である。
事業全体としては1984年に着手し、総事業費は約1900億円（うち茨城県の負担額は約851億円）。当初は1993年度完成を目指していたが、上記の反対運動などにより度々延期され、2018年時点では2023年度を目標年次としている。予算は既に約8割が消化されたが、工事の進捗率は約4割にとどまる。